# Martin Dempsey
Martin Dempsey, född 14 mars 1952 i Bayonne i New Jersey, är en pensionerad general i USA:s armé. 
Han var USA:s försvarschef från 2011 till 2015 och efterträddes av Joseph Dunford. 

## Biografi
Dempsey erhöll sin officersfullmakt vid officersprogrammet vid United States Military Academy (1974 års avgångsklass). Han var tillförordnad militärbefälhavare för United States Central Command efter amiral William Fallons avgång den 31 mars 2008 och innan general David Petraeus tillträdde den 31 oktober samma år. Dempsey var chef för arméns utbildnings- och doktrinkommando, U.S. Army Training and Doctrine Command (TRADOC) från december 2008 till april 2011 och under 2011, från 11 april till den 7 september, var han USA:s arméstabschef.

## Utmärkelser
- Förbundsrepubliken Tysklands förtjänstorden - stora kommendörskorset med stjärna,  2015
- Stora ordensbandet av Uppgående solens orden,  17 mars 2015[2]
- Iraq Campaign Medal
- National Defense Service Medal
- Southwest Asia Service Medal
- Global War on Terrorism Expeditionary Medal
- Global War on Terrorism Service Medal
- Kommendör av Hederslegionen
- Valorous Unit Award
- Kuwaits frigörelsemedalj (Saudiarabien)
- Hertig Trpimirs orden
- Joint Meritorious Unit Award
- Commendation Medal
- Meritorious Service Medal
- Defense Distinguished Service Medal
- Kommendör med stjärna av Republiken Polens förtjänstorden
- Legionär av Legion of Merit
- Kuwaits frigörelsemedalj (Kuwait)
- Distinguished Service Medal
- Air Force Distinguished Service Medal
- Navy Distinguished Service Medal
- Defense Meritorious Service Medal
- Legion of Merit
- Bronze Star

[Redigera Wikidata]